# Міжнародна конвенція про вантажну марку
Міжнародна конвенція про вантажну марку (CLL) була підписана в Лондоні 5 квітня 1966 року, доповнена Протоколом 1988 року та додатково переглянута у 2003 році. Конвенція стосується саме суднової вантажної лінії (також називається «ватерлінія»), позначення найвищої точки на корпусі судна, яка може безпечно стикатися з поверхнею води; судно, яке завантажено до точки, де його вантажна лінія знаходиться під водою і її більше не видно, перевищило свою осадку та знаходиться в небезпеці через перевищення його місткості.
Протокол 1988 року було прийнято для гармонізації вимог щодо огляду та сертифікації Конвенції 1966 року з тими, що містяться в Міжнародній конвенції з охорони людського життя на морі (SOLAS) і MARPOL 73/78.
Відповідно до Міжнародної конвенції про вантажну марку (CLL 66/88), усі призначені вантажні марки повинні бути позначені посередині судна з кожного борту суден, які здійснюють міжнародні рейси. Визначення надводного борту суден розраховуються та/або перевіряються класифікаційними товариствами, які видають міжнародні сертифікати вантажної марки відповідно до законодавства держав-учасниць.

## Положення
Конвенція передбачає умови огляду судна, видачу, тривалість, дійсність і прийняття міжнародних свідоцтв про вантажну марку, а також відповідні заходи державного контролю, погоджені винятки та винятки.
Додатки до Конвенції містять різні правила для визначення вантажної марки, включаючи деталі маркування та перевірку знаків, умови призначення надводного борту, таблиці надводного борту та поправки, спеціальні положення для суден, призначених для перевезення лісу, і встановлену форму міжнародної вантажної марки. Сертифікати.
Згідно з додатками до конвенції, також враховуються потенційні небезпеки, наявні в різних зонах і в різні пори року, і додаткові заходи безпеки щодо дверей, люків і т. д.

## Знаки надводного борту

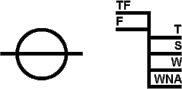
Знаки надводного борту

Знаки наносяться на стінки кораблів (по лівому та правому борту), які називаються знаками Плімсолла, їх вертикальне розташування розраховується для кожного судна відповідно до різних факторів, серед яких ми можемо згадати:
- тип (танкер, балкер тощо);
- довжина судна;
- сили, що діють на конструкції судна;
- компартменталізація (тип і місце компартменталізації);
- поперечна і поздовжня стійкість.

Вони представляють різні межі глибини судна (максимальна дозволена осадка). Забороняється топити знаки надводного борту.